# Синагога Канесои Калон
Канесои́ Кало́н (узб. Kanesoi Kalon sinagogasi; евт. Синагогаи Канесои Калон) — ныне не существующая синагога бухарских (среднеазиатских) евреев, которая располагалась в старой части города Самарканд. Данная синагога являлась самой первой и самой крупной синагогой Самарканда.
Синагога Канесои Калон (в переводе с персидского, таджикского и еврейско-таджикского языков означает Большая синагога), была построена в 1860-е годы. Она находилась в старой части города Самарканд. После смерти тогдашней главы общины бухарских евреев, синагога была названа в его честь синагогой Канесои Калон имени Моше Калонтара.
Позже во  дворе этой синагоги было построено еще 6 молельных домов, носящих имена спонсоров строительства. Эти синагоги: братьев Абрама и Якуба Калонтаровых, Рафаэля Фузайлова, Звулуна Мошеева (Мошебоя), Менахема Кусаева и синагога, построенная торговцами кошерным мясом — Канесои кассобхо. Синагога Канесои Калон располагалась на центральной улице махалли бухарских евреев (ныне улица носит имя народного артиста Узбекской ССР Михоэля Толмасова). Сразу после октябрьской революции, в синагоге разместилась «Пролетарская больница квартала Восток». Чуть позже здание синагоги было передано под больницу заразных заболеваний «Калхона» (с персидского, таджикского и еврейско-таджикского языков означает Дом лысых). В 1940-е годы в синагоге разместились библиотека и дом культуры Сиабского района Самарканда, а в 1990-1993 годы в нем заседал Культурный центр бухарских евреев.  